# Clematis hainanensis
Clematis hainanensis är en ranunkelväxtart som beskrevs av Wen Tsai Wang. Clematis hainanensis ingår i släktet klematisar, och familjen ranunkelväxter. Inga underarter finns listade i Catalogue of Life.